# Psili Ammos beach
Psili Ammos beach är en strand i Grekland.   Den ligger i prefekturen Kykladerna och regionen Sydegeiska öarna, i den sydöstra delen av landet, 200 km sydost om huvudstaden Aten. Psili Ammos beach ligger på ön Naxos.